# Napaea calitra
Napaea calitra is een vlindersoort uit de familie van de prachtvlinders (Riodinidae), onderfamilie Riodininae.
Napaea calitra werd in 1869 beschreven door Hewitson.